# Konzentrizität
Mit konzentrisch (von lateinisch con „mit“ und centrum, „Mittelpunkt“; also „mit einem [einzigen] Mittelpunkt“) bezeichnet man etwas symmetrisch um eine gemeinsame Mitte Angeordnetes. Konzentrisch sind geometrische Figuren, wenn sie denselben Schwerpunkt besitzen.

## Konzentrische Kreise

Konzentrische Kreise

Von konzentrischen Kreisen spricht man, wenn mehrere Kreise ein und denselben Mittelpunkt, jedoch unterschiedliche Radien aufweisen, wie beispielsweise bei einer Zielscheibe oder bei Wellen, die sich ausgehend von einem ins Wasser geworfenen Stein ausbreiten (siehe Bild). Konzentrische Kreise sind – oft kombiniert mit der Spirale – eines der ältesten von Menschen überlieferten Ornamente überhaupt.
Während der Bronzezeit finden sich konzentrische Kreise, die als Sonnensymbol gedeutet werden, z. B. in den Felsritzungen auf Carschenna und auf dem Sonnenwagen von Trundholm, oder baulich als Henge und Steinkreise (Gunnerkeld, Yellowmead Down) etc. In der spätantiken, speziell christlichen Bildsprache symbolisiert der kreisförmige Heiligenschein (lateinisch Nimbus) die Göttlichkeit und eine heilige Persönlichkeit, während die konzentrischen Kreise die Hierarchien des christlichen Himmelsreiches abbilden.
Konzentrische Sphären sind – analog dazu – mehrere Kugeln um denselben Mittelpunkt, mit unterschiedlichen Radien.

## Konzentrische Quadrate

Konzentrische Quadrate

Von konzentrischen Quadraten spricht man, wenn mehrere Quadrate den gleichen Mittelpunkt, jedoch unterschiedliche Seitenlängen aufweisen. Dadurch entsteht ein räumlicher Tiefeneffekt.
Konzentrische Quadrate bilden oft Testmuster als Grundlage für die Prüfung und Qualitätssicherung von Kameras, Objektiven oder elektrooptischen Systemen.
In der modernen ungegenständlichen Kunst finden sie sich in den Arbeiten von Vera Molnár (1924–2023).

## Konzentrische Muskelkontraktion
Von einer konzentrischen Muskelkontraktion spricht man, wenn ein Muskel sich unter Kraftausübung verkürzt, also zum Beispiel ein Gewicht anhebt oder einen Gegenstand beschleunigt. Dabei verrichtet der Muskel physikalische Arbeit.
Im Gegensatz zur konzentrischen Muskelkontraktion steht die exzentrische Muskelkontraktion, bei der ein Muskel gegen seinen Widerstand verlängert wird, also zum Beispiel ein Gewicht absetzt oder eine Bewegung bremst. Dabei wird an dem Muskel physikalische Arbeit verrichtet (negative Arbeit des Muskels).

## Militär
Als konzentrischer Angriff bzw. konzentrisches Feuer wird ein Angriff aus allen Richtungen bzw. verschiedenen Seiten auf ein gemeinschaftliches Ziel bezeichnet.